# آفتاب‌پرت تاج‌دار
آفتاب‌پرست تاج‌دار (به انگلیسی: crested chameleon), گونه ای از آفتاب‌پرست بومی انحصاری آفریقا است. این گونه اولین بار توسط ساموئل استاچبری در سال ۱۸۳۷ توصیف شد.

## توزیع و زیستگاه
آفتاب‌پرست تاج‌دار را می‌توان در بیوکو، جمهوری گینه استوایی، جمهوری کامرون، جمهوری آفریقای مرکزی، جمهوری دموکراتیک کنگو، جمهوری کنگو، جمهوری گابن، جمهوری فدرال نیجریه، جمهوری غنا و جمهوری توگو یافت. این ماده در ارتفاعی بین ۱۰ و ۹۰۰ متر (۳۳ و ۲٬۹۵۳ فوت) بالاتر از سطح آب‌های آزاد و در مساحت ۱٬۰۰۰٬۰۰۰ کیلومتر مربع (۳۹۰٬۰۰۰ مایل مربع).

## شرح
ماده از نر بزرگتر است. طول کل یک ماده ۲۸ سانتیمتر (۱۱ اینچ)، و طول کل یک نر ۲۵ سانتیمتر (۹٫۸ اینچ) ماده‌ها بین ۱۱ تا ۱۴ تخم می‌گذارند، اگرچه یک بار دسته‌ای ۳۷ تایی پیدا شد.